# Maria Marevna

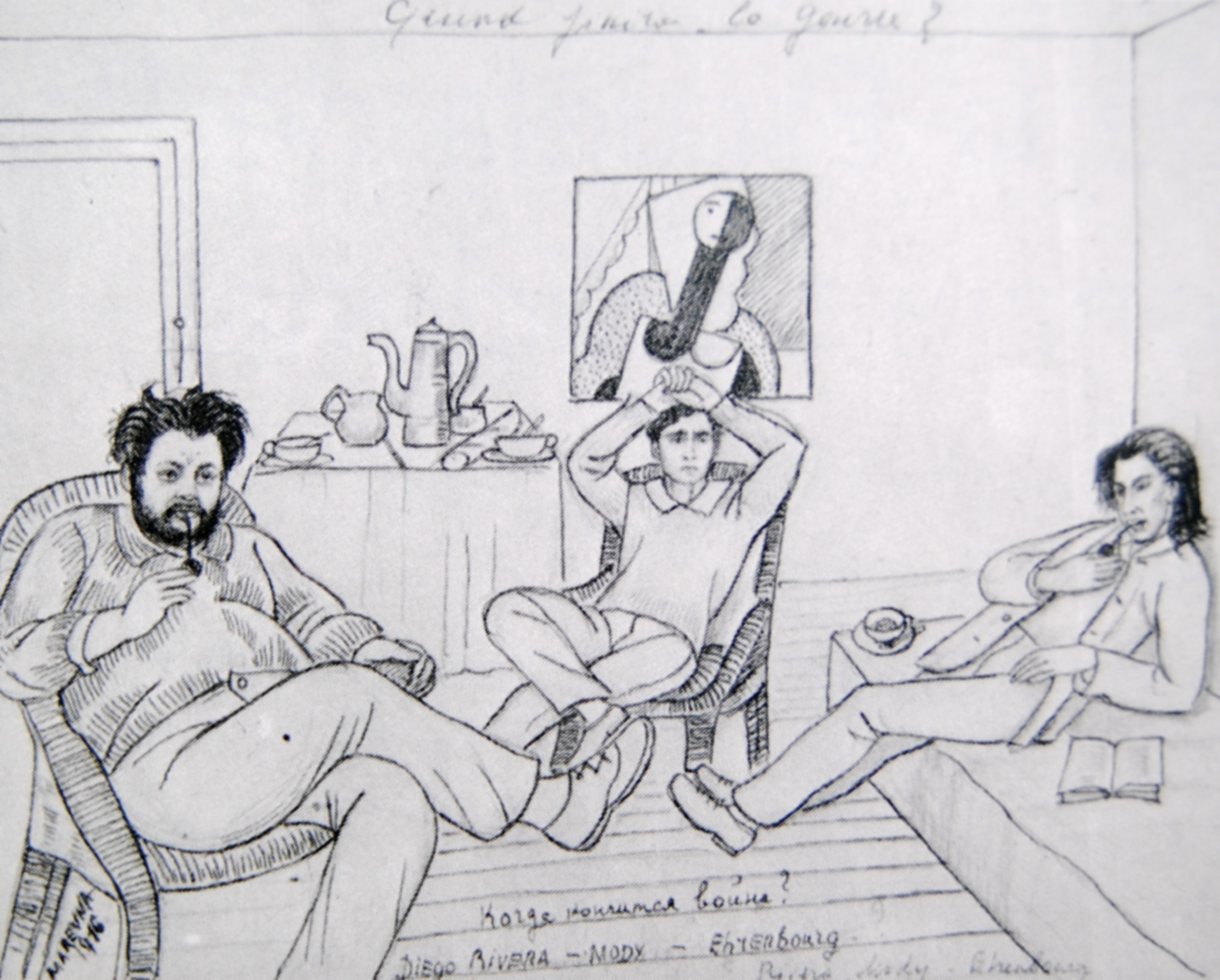
Maria Marevna, rysunek ołówkiem (1916)

Maria Marevna, Maria Rozanowicz-Vorobieff (ros. Воробьёва-Стебельская, Мария Брониславовна) (ur. 14 lutego 1892 w Czeboksarach, zm. 4 maja 1984 w Londynie) znana z przydomka Marevna nadanego jej przez Gorkiego - malarka kubistyczna.
Urodziła się jako nieślubna córka Polaka Bronisława Stebelskiego i aktorki Marii Worobiowej. Kształciła się w Szkole Rysunkowej Stroganowa wraz z Osipem Zadkinem.
W roku 1912 zamieszkała w Paryżu, w którym poznała większość bohemy francuskiej. W La Rotonde poznała Modiglianiego, Chagalla, Kislinga i wielu innych. Z Diego Riverą miała córkę. Oprócz malarstwa zajmowała się sztuką użytkową i projektowaniem mody.
Po II wojnie światowej zamieszkała 1948 w Londynie. 

## Galeria
- Marevna. anyateixeira.co.uk. [zarchiwizowane z tego adresu (2012-03-01)].